# Pain of Mind
Pain of Mind è il primo album in studio del gruppo musicale statunitense Neurosis, pubblicato nel 1987.

## Tracce
1. Pain of Mind – 3:06
2. Self-Taught Infection – 3:01
3. Reasons to Hide – 3:02
4. Black – 4:56
5. Training – 1:02
6. Progress – 1:46
7. Stalemate – 2:30
8. Bury What's Dead – 2:06
9. Geneticide – 2:34
10. Ingrown – 2:23
11. United Sheep – 3:06
12. Dominoes Fall – 3:00
13. Life on Your Knees – 2:20
14. Grey – 2:41

## Formazione
- Chad "Gator Tofu" Salter - voce, chitarra
- Scott "Sleepy Chico Bournemouth" Kelly - voce, chitarra
- Dave Edwardson - basso
- Jason "The Lerching Humungous" Roeder - batteria